# Акаро, Александр Васильевич
Алекса́ндр Васи́льевич Ака́ро (12 января 1893—15 сентября 1968) — русский авиатор, подполковник, участник Белого движения в России.

## Биография
Из дворян. Отец — Василий Григорьевич (01.12.1866 — 1917) был ротмистром. Мать Екатерина Эрастровна Акаро (ум. 1930-х годах) — швея. У Александра Васильевича было 3 сестры. С матерью и сёстрами виделся в последний раз предположительно в 1914 году. Бесфамильная Людмила Саввична (племянница Александра Акаро) в своём дневнике пишет:

«Бабушка Е. Э. жила с мужем Акаро Василием Григорьевичем на границе с Польшей. У неё были сын Александр и дочери Софья, Тамара, Гали. Почему Гали, а не Галина.-Гали родилась очень слабенькой, а церкви православной где они жили не было и боялись, что она умрёт. Её крестили в Польской церкви и имя дали Гали, а потом окрестили в Православной церкви.
Видимо это был 1914 год. Днём семья сидела, обедала. Прискакал военный с красным пакетом. Дедушка сказал: „Катя, собирайся уезжать с детьми“. Подогнали коляску, погрузили наспех какие-то вещи и детей, муж и сын остались на границе. Коляска переехала границу. Кучер сказал бабушке: „Барыня, посмотрите назад“. А там горел их дом. Больше они не встретились.» 
Александр учился в Калишской гимназии. В 1911 году окончил Полтавский кадетский корпус, затем Тверское кавалерийское училище, из которого выпущен в 1913 году.

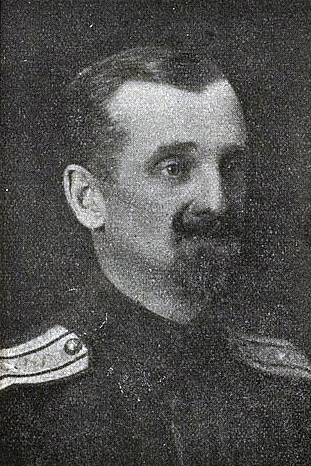
А. В. Акаро

С августа 1913 г. служил корнетом 2-го эскадрона 14-го гусарского Митавского полка.
Участник Первой мировой войны.
С 1915 года — лётчик-наблюдатель 11-го корпусного авиаотряда, лётчик-наблюдатель 2-го корпусного авиационного отряда.
Особо отличился в 1916 г. Как указано в представлении на награждение его Орденом Святого Георгия 4-й степени: 22-го, 23-го, 26-го и 28-го апреля 1916 г., не выходя из зоны губительного огня неприятельской артиллерии, самоотверженно выполнил ряд полётов над расположением противника, с целью разыскивания и фотографирования неприятельских батарей и для корректирования стрельбы по ним батареи 51-й артиллерийской бригады. 2-го, 6-го, 11-го, 12-го и 15-го мая выполнил также под жестоким обстрелом ряд отважных полётов над расположением противника, в районе фольварка Рогачёв-Олешишки, которые благодаря этой храбрости и самоотверженности, а также отлично исполненным фотографическим снимкам, дали весьма ценные сведения об укрепленной позиции противника и о передвижениях войск и обозов в его тылу".
Поручик (24.03.1916 г.).
Позже участник Гражданской войны в России. За боевые отличия произведён в подполковники.
После Гражданской войны находился в эмиграции в Югославии.
Состоял секретарем общества Митавских гусар в Словении.
Автор публикации по истории 14-го гусарского Митавского полка в журнале «Часовой» (№ 81, 1932 г.).
Имеет множество родственников в России, Словении, Украине, Польше и Финляндии.

## Награды
- Орден Святой Анны 3-й степени с мечами и бантом (05.08.1915, за участие в боях под г. Сахачевым в период времени с 1 октября по 22 октября 1914 г.);
- Орден Святого Станислава 3 степени с мечами и бантом (08.08.1915 г. за бой у д. Махово (Галиция) 2 сентября 1914 г.);
- Орден Святой Анны 4-й степени с надписью «За храбрость» (16.12.1915 г. за участие в бою под г. Кельцы 2 августа 1914 г.);
- Орден Святого Станислава 2 степени с мечами (04.12.1916 г. за участие в бою под д. Нерадово 15 января 1915 г.);
- Орден Святой Анны 2-й степени с мечами (07.02.1917 г. за воздушные разведки, произведённые в районе Волоки-Курты-Ловкиш-Родзе-Олься-Дробыши в марте 1916 г.);
- Орден Святого Георгия 4 степени с мечами и бантом (27.01.1917);